# BR24 (Fernsehsendung)

Logo der Rundschau bis 30. Juni 2021

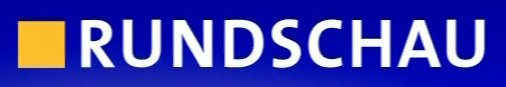
Logo der Rundschau bis April 2016

BR24 (bis 30. Juni 2021: Rundschau, bis 28. Februar 2022: BR24 Rundschau) ist die Nachrichtensendung des BR Fernsehens. Sie wird seit dem 1. Oktober 1979 ausgestrahlt. Ursprünglich war die als Rundschau gestartete Sendung nur eine regionale Nachrichtensendung, inzwischen ist sie bundesweit zu empfangen und soll auch Zuschauer in anderen Bundesländern ansprechen. BR24 berichtet Aktuelles aus Bayern, Deutschland und der Welt.
BR24 ist auch eine Hörfunkwelle des Bayerischen Rundfunks, die ganztägig Nachrichten verbreitet und zugleich die plattformübergreifende Nachrichtenmarke des BR.

## Geschichte

### Die TV-NachrichtensendungRundschau
Anfangs ging die damalige Rundschau nur abends auf Sendung. Später wurde sie um eine nachmittägliche Ausgabe erweitert. Im Jahre 1991 kam das Rundschau-Magazin hinzu, welches vom Format her den ARD-Tagesthemen und dem heute-journal des ZDF ähnelt. Die Rundschau-Nacht, die 1996 als neues Format auf Sendung ging, wurde zum Jahresende 2004 aus dem Programm genommen, dann jedoch ab dem 8. Oktober 2007 wieder ausgestrahlt. Am 16. Oktober 2020 wurde die Spätausgabe erneut aus dem Programm genommen. Seit 2009 gibt es zudem die Rundschau-News in 100 Sekunden, seit 2021 unter dem Namen BR24 100 Sekunden, das auch in der gleichnamigen App verfügbar ist, zunächst zusätzlich auch in den Variationen auch in der Variation Wirtschaft und Kultur, später Bayern. Zu besonders brisanten aktuellen Ereignissen wurde meist kurzfristig eine Sonderausgabe Rundschau-Extra ins Programm aufgenommen.
2012 wurde mit der Rundshow vier Wochen lang eine crossmediale Adaption der Rundschau mit stärkerer Zuschauerbeteiligung ausprobiert. An der Rundshow waren unter anderem Richard Gutjahr, Sascha Lobo, Sandra Rieß und Daniel Fiene beteiligt.
Jahrzehntelang war die Hauptausgabe der Rundschau täglich von 18:45 Uhr bis 19:00 Uhr im Bayerischen Fernsehen zu sehen. Im Zuge einer Programmreform erhielt die Rundschau jedoch zum 11. April 2016 neue Sendeplätze, ein neues Studio und ein neues On-Air-Design. Seitdem wird auch die ARD-Tagesschau um 20 Uhr im BR Fernsehen übernommen. Das führte dazu, dass die bayerischen Inhalte in der Rundschau verstärkt werden sollten. Dennoch liefert die Rundschau auch weiterhin Nachrichten aus aller Welt. In der neuen Hauptausgabe um 18:30 Uhr findet sich zusätzlich ein Sportnachrichten-Block, der zuvor bis 8. April 2016 werktäglich in der Abendschau gesendet wurde.
Am 7. August 2017 nahm der BR erneut ein neues Rundschau-Studio in Betrieb. Wesentliche Neuerungen waren eine Greenbox mit Echtzeitgrafiksystem und Kameraroboter. Das Design der Rundschau blieb dabei unverändert.

### Trimediales NachrichtenangebotBR24
Am 21. September 2015 startete das neue Online-Angebot der Nachrichtenredaktionen des Bayerischen Rundfunks BR24. Unter dieser Marke werden seitdem die Nachrichten-Angebote der BR-Hörfunkredaktionen, der Fernsehsendung Rundschau und der Online-Redaktionen gebündelt. Dazu gehört auch eine neue Nachrichten-App namens BR24 App. Am 11. April 2016 wurde auch die Rundschau mit ihrem neuen Studio und On-Air-Design optisch an das Design von BR24 angepasst.
Nach Ansicht der Zeitungsverleger, unter anderem des Süddeutschen Verlags, verstößt die App BR24 gegen den Rundfunkstaatsvertrag. Die klagenden Verleger stoßen sich daran, dass die App durch Texte und Fotos geprägt ist, die keinen Sendungsbezug haben. Dabei wird seitens der Verleger argumentiert, dass gebührenfinanzierte Gratisangebote der öffentlich-rechtlichen Sender nach den Regelungen des Rundfunkstaatsvertrags wegen möglicher Wettbewerbsverzerrung gegenüber digitalen Nachrichtenangeboten der privaten Presse nicht zulässig sind. Von den Verlagen wurde deshalb beim Münchner Landgericht Klage gegen den Bayerischen Rundfunk eingereicht.

### Schaffung der einheitlichen DachmarkeBR24
Am 3. Mai 2021 gab der Bayerische Rundfunk bekannt, dass der Radiosender B5 aktuell zum 1. Juli 2021 in BR24 umbenannt wird. Auch bestehenden Formaten im Fernsehen, wie der Rundschau wurde anschließend ein BR24 im Namen vorangestellt. Die Rundschau firmierte damit ab Juli 2021 als BR24 Rundschau. Grund war die Schaffung einer einheitlichen Dachmarke für Nachrichten durch den BR.
Am 28. Juni 2021 gab der Bayerische Rundfunk bekannt, dass der Ereignis-Radiosender B5 plus zum 1. Juli 2021 in BR24live umbenannt wird und damit den gleichen Namen trägt wie das Online-Angebot bei aktuellen Ereignissen. Zum 1. März 2022 ist der Rundschau-Namensteil komplett zu Gunsten von BR24 weggefallen.
Seit 2021 laufen die Sondersendungen der Nachrichtensendung Rundschau unter dem Namen BR24 extra und tragen damit den gleichen Namen wie die vormalige Sondersendung BR extra zur Hintergrundberichterstattung, die nicht aus der Rundschau-Redaktion kommt aber 2021 ebenfalls in BR24 extra umbenannt wurde.

## Sendezeiten von BR24 im Fernsehen

### Nachmittagsausgabe und Hauptausgabe (bis 2021Rundschau)
Nachmittagsausgabe:
- 16:00 bis 16:15 Uhr (montags bis freitags; die Nachmittagsausgaben am Wochenende wurde Mitte Januar 2025 aus Kostengründen eingestellt)

Hauptausgabe:
- 18:30 bis 19:00 Uhr (montags bis freitags)
- 18:30 bis 18:45 Uhr (samstags, sonntags und an Feiertagen)

Moderatoren der Hauptausgabe:
| Moderator            | Einstieg | Bemerkungen | Anmerkungen                                                                |
| -------------------- | -------- | --- | -------------------------------------------------------------------------- |
| Stefan Scheider      | 1999     | Hauptmoderator | Von 1996 bis 1999 moderierte er die Rundschau-Nacht.                       |
| Ursula Heller        | 2016     | Hauptmoderatorin | Von 1990 bis 2007 moderierte sie bereits das Rundschau-Magazin.            |
| Till Nassif          | 2019     | Vertretungsmoderator | Moderiert seit 2016 auch die Spätausgabe Rundschau-Magazin.                |
| Julia Büchler        | 2024     | Vertretungsmoderatorin | Moderiert ansonsten den Sport-Block in der Hauptausgabe.                   |
| Susanne Franke       | 1993     | Moderatorin der 16:00 Ausgabe und Co-Moderatorin der Hauptausgabe                                                                                  | Von 1993 bis 1999 als Sprecherin, von 1999 bis 2016 als Hauptmoderatorin.  |
| Berenike Beschle     | 2018     | Moderatorin der 16:00 Ausgabe und Co-Moderatorin der Hauptausgabe                                                                                  | Von 2017 bis 2018 war sie Vertretungsmoderatorin der Rundschau-Nacht.      |
| Christina Metallinos | 2019     | Moderatorin der 16:00 Ausgabe und Co-Moderatorin der Hauptausgabe                                                                                  |                                                                            |
| Melanie Marks        | 2023     | Moderatorin der 16:00 Ausgabe und Co-Moderatorin der Hauptausgabe                                                                                  |                                                                            |
| Mirjam Kottmann      | 2023     | Moderatorin der 16:00 Ausgabe und Co-Moderatorin der Hauptausgabe                                                                                  |                                                                            |
| Julia Brestrich      | 2025     | Moderatorin der 16:00 Ausgabe und Co-Moderatorin der Hauptausgabe                                                                                  |                                                                            |
| Stephanie Mannhardt  | 2025     | Moderatorin der 16:00 Ausgabe und Co-Moderatorin der Hauptausgabe                                                                                  |                                                                            |
| Christian Orth       | 2025     | Moderator der 16:00 Ausgabe und Co-Moderator der Hauptausgabe                                                                                      |                                                                            |
| Andreas Bachmann     | 2020     | Moderator von Sonderausgaben Rundschau-Extra bzw. BR24 extra sowie Präsentator von Wahlergebnissen und Wahlumfragen in der Haupt- oder Spätausgabe | Seit September 2020 Redaktionsleiter der Rundschau bzw. BR24 im Fernsehen. |

Moderatoren des Sport-Blocks in der Hauptausgabe:
| Moderator         | Einstieg |
| ----------------- | -------- |
| Julia Büchler     | 2016     |
| Florian Eckl      | 2016     |
| Julia Scharf      | 2016     |
| Dominik Vischer   | 2016     |
| Marianne Kreuzer  | 2017     |
| Tom Meiler        | 2018     |
| Lukas Schönmüller | 2022     |
| André Siems       | 2022     |
| Sina Wende        | 2024     |

Ehemalige Moderatorin des Sportblocks: Andrea Otto (2018–2020)

### Spätausgabe (bis 2021Rundschau-Magazin)
- 21:45 bis 22:00 Uhr – montags bis freitags

Aus Kostengründen inzwischen eingestellt bzw. durch unmoderierte Kurznachrichten ersetzt:
- 21:45 bis 22:00 Uhr – samstags; moderierte Ausgabe seit Mitte Januar 2025 eingestellt. Stattdessen erfolgt seitdem eine Ausstrahlung der unmoderierten BR24 News in 100 Sekunden. (Je nach Länge des zuvor ausgestrahlten Spielfilms wurde die Spätausgabe am Samstag oft auch später gesendet.)
- 23:00 bis 23:15 Uhr – sonntags; reguläre moderierte Ausgabe seit April 2024 eingestellt; die moderierte Sonntagsausgabe wird nur noch an Tagen mit besonderer Nachrichtenlage gesendet, wie z. B. Wahltagen. An gewöhnlichen Sonntagen erfolgt stattdessen eine Ausstrahlung der unmoderierten BR24 News in 100 Sekunden um 23:00 Uhr.

Moderatoren:
| Moderator      | Einstieg | Bemerkungen                                                                                                |
| -------------- | -------- | --- |
| Anouschka Horn | 1997     | Hauptmoderatorin                                                                                           |
| Till Nassif    | 2016     | Hauptmoderator; auch Vertretungsmoderator der Hauptausgabe um 18:30 Uhr                                    |
| Sandra Rieß    | 2020     | Hauptmoderatorin; von 2019 bis 2021 auch Moderatorin der 16:00 Ausgabe und Co-Moderatorin der Hauptausgabe |

### Ehemalige Nachtausgabe (bis 2020Rundschau-Nacht)
Die Rundschau-Nacht beendete das aktuelle Sendeprogramm des BR Fernsehens an den Werktagen. Die zuletzt fünfminütige Sendung wurde von Montag bis Freitag, meist in der Nacht auf den Folgetag, zwischen 23:45 Uhr und 02:00 Uhr ausgestrahlt, abhängig von der Länge der jeweils zuvor gezeigten Spielfilme und Dokumentationen.
Vom 11. April 2016 an wurde von Montag bis Freitag um 23:30 Uhr die Rundschau-Nacht bereits live im Internet auf br24.de gesendet. Ab Januar 2019 wurde die Rundschau-Nacht nicht mehr von einem Moderator, sondern von einem Off-Sprecher präsentiert. Die Rundschau-Nacht war letztmals am 16. Oktober 2020 auf Sendung gegangen, danach wurde das Format aus Kostengründen eingestellt.
Moderatoren:
| Moderator            | Einstieg | Ausstieg | Bemerkungen                                                                                     |
| -------------------- | -------- | -------- | ----------------------------------------------------------------------------------------------- |
| Wolfgang Ohlendorf   | 1995     |          | Hauptmoderator                                                                                  |
| Monika Stiehl        | 1996     | 1998     | Hauptmoderatorin                                                                                |
| Birgit Muth          | 1997     | 1999     | Hauptmoderatorin                                                                                |
| Stefan Scheider      | 1996     | 1999     | Hauptmoderator                                                                                  |
| Elisabeth Pongratz   |          |          | Hauptmoderatorin                                                                                |
| Gudrun Riedl         | 1998     | 2004     | Hauptmoderatorin, seit 2015 stellvertretende bzw. seit 2021 Redaktionsleiterin von BR24 Digital |
| Jürgen Schleifer     | 1998     |          |                                                                                                 |
| Richard Gutjahr      | 2000     | 2018     | Hauptmoderator                                                                                  |
| Christian Nitsche    | 2001     | 2003     | Hauptmoderator                                                                                  |
| Till Rüger           |          |          | Hauptmoderator                                                                                  |
| Sandra Matl          | 2007     | 2012     | Hauptmoderatorin                                                                                |
| Sophie von Puttkamer | 2012     | 2016     | Hauptmoderatorin                                                                                |
| Christina Wolf       | 2016     | 2018     | Hauptmoderatorin                                                                                |
| Julian von Löwis     | 2017     | 2019     | Vertretungsweise                                                                                |
| Berenike Beschle     | 2017     | 2018     | Vertretungsweise                                                                                |
| Christina Metallinos | 2018     | 2018     | Vertretungsweise                                                                                |

### BR24 in 100 Sekunden (bis 2021Rundschau-News in 100 Sekunden)
- BR24 in 100 Sekunden wird von Montag bis Freitag gegen 08:28, 09:33, 11:53, 14:13 und 15:28 Uhr im BR Fernsehen gesendet.
- Das unmoderierte Format und die Ausgabe Bayern sind auch rund um die Uhr im Internet auf BR24 verfügbar. BR24 in 100 Sekunden wird täglich von 06:00 bis 00:00 Uhr aktualisiert.

## Trivia
- Die Melodie des Intros der Sendung war bis 1996 eine Variation der Bayernhymne.[11]
- Am 25. Juli 1988 sprang die damalige Rundschau ein, als die Tagesschau wegen eines Warnstreiks in der Redaktion in Hamburg auszufallen drohte, und wurde zum einzigen Mal als Tagesschau aus München deutschlandweit im Ersten Deutschen Fernsehen ausgestrahlt.[12]
- Seit 11. April 2016 zeigt das BR Fernsehen auch die Tagesschau. Grund dafür war deren Beliebtheit im BR-Sendegebiet. Das Wetter wird jedoch nicht übernommen, sondern wird von einem vom BR produzierten Abspann gezeigt. Zudem wird die Tagesschau in der BR24-Hauptausgabe nicht angekündigt.[13]

## Ehemalige Moderatoren und Sprecher derRundschau
Ehemalige Moderatoren der Rundschau (für Rundschau-Nacht siehe oben).

### 2000er bis 2020er Jahre
| Moderator              | Einstieg | Ausstieg | Anmerkungen |
| ---------------------- | -------- | -------- | --- |
| Sophie von Puttkamer   | 2012     | 2025     | Von 2016 bis 2025 Moderatorin der 16:00-Uhr-Ausgabe und Co-Moderatorin der Hauptausgabe, zuvor von 2012 bis 2016 moderierte sie die Rundschau-Nacht. |
| Florian Fischer-Fabian | 2007     | 2023     | Hauptmoderator im Rundschau-Magazin (später umbenannt in die Spätausgabe von BR24)                                                                   |
| Petra Schwarzenberg    | 2012     | 2020     | Vertretungsmoderatorin, arbeitet weiterhin als Redakteurin der Spätausgabe                                                                           |
| Marc Sauber            | 2009     | 2014     | Vertretungsmoderator |
| Alex Dorow             | 1993     | 2012     | 1993 bis 2007 Hauptmoderator im Rundschau-Magazin, 2007 bis 2012 in der Rundschau                                                                    |
| Karin Kekulé           | 1999     | 2009     | bis 2007 Hauptmoderatorin der Rundschau, danach bis 2009 Mutterschutzvertretung im Rundschau-Magazin                                                 |
| Richard Gutjahr        | 2004     | 2007     | Vertretungsmoderator, von 2000 bis 2004 sowie 2007 bis 2018 Hauptmoderator der Rundschau-Nacht                                                       |
| Matthias Golkowsky     | 1989     | 2007     | Danach von 2007 bis 2022 Sprecher des Nachrichtenblocks in Rundschau-Magazin und Rundschau-Nacht                                                     |
| Christian Bergmüller   | 1988     | 2007     | Danach Sprecher des Nachrichtenblocks in Rundschau-Magazin und Rundschau-Nacht                                                                       |
| Katrin Schwendemann    | ???      | 2007     | |
| Barbara Frohwein       | ???      | 2007     | |

### 1990er Jahre
Die meisten der in den 1990er Jahren aktiven Moderatoren sind immer noch aktiv, siehe oben. Hier nur Auflistung der nicht mehr aktiven Moderatoren; Auflistung unvollständig.
| Moderator       | Einstieg | Ausstieg | Anmerkungen |
| --------------- | -------- | -------- | ----------- |
| Brigitte Abold  |          |          |             |
| Peter Althammer |          |          |             |
| Laila Fréer     |          |          |             |
| Percy Hoven     |          |          |             |
| Karin Jacoby    |          |          |             |
| Patricia Lipp   |          |          |             |
| Hubert Mulzer   |          |          |             |
| Michael Winter  |          |          |             |
| Bernd Wolpert   |          |          |             |

### 1980er Jahre
Auflistung unvollständig.
| Moderator           | Einstieg | Ausstieg | Anmerkungen |
| ------------------- | -------- | -------- | ----------- |
| Evi Saur            | 1979     |          |             |
| Detlef Kleinert     | 1979     |          |             |
| Fabian von Klitzing | 1979     |          |             |
| Matthias Enzweiler  |          |          |             |
| Dietmar Geiser      |          |          |             |
| Heidi Greve         |          |          |             |
| Waldemar Hartmann   |          |          |             |
| Eva Herman          |          |          |             |
| Günther Jauch       |          |          |             |
| Anne-Marie Sprotte  |          |          |             |